# Rolla, Missouri
Rolla är en stad (city) i den amerikanska delstaten Missouri med en yta av 30,69 km² och en folkmängd som uppgår till 19 559 invånare (2010). Rolla är säte för Missouri University of Science and Technology samt administrativ huvudort i Phelps County, Missouri.

## Kända personer från Rolla
- Claire McCaskill, senator 2007–2019
- Shannon Miller, gymnast